# Cohors III Lucensium
La Cohors III Lucensium fue una unidad auxiliar del ejército imperial romano del tipo Cohors quinquagenaria peditata, formado por infantería pesada reclutada orginariamente entre los habitantes del conventus iuridicus Lucensium a finales del siglo I, entre Vespasiano y Domiciano, conociéndose otras cuatro cohortes Lucensium, numeradas correlativamente a esta como I, II, IV y V.
Inicialmente fue enviada a Germania, donde aparece documentada en CIL XIII 8593 de Asberg (Alemania) con un veterano, y en CIL XIII 8823 de Matilo  (cerca de Leiden, Países Bajos) de época de Trajano.
Posteriormente, fue acuartelada en la provincia Tarraconensis en la capital del conventus del que eran originarios sus reclutas primitivos, Lucus Augusti (Lugo), lo que está atestiguado por una única inscripción mutilada de la misma ciudad, el epígrafe CIL II, 2584 de un soldado, y, ya en el Bajo Imperio, por la Notitia Dignitatum (Occ. XLII, 29).
Se desconoce cuál fue su desarrollo histórico, pero posiblemente participó en las tareas de policía y gobierno de las provincias renanas e hispanas, y, más concretamente, en la campaña contra los mauri que, en época de Marco Aurelio invadieron la Baetica.